# Каліпсо (корвет, 1845)
«Калі́псо» (рос. дореф. «Калипсо») — 18-гарматний корвет типу «Андромаха» Чорноморського флоту Російської імперії. Названий на честь давньогрецької німфи Каліпсо, доньки Атланта, що жила на острові Огігія.

## Опис
Один із двох вітрильних 18-гарматних корветів типу «Андромаха», що будувалися поручником корпусу корабельних інженерів І. В. Машкіним в Миколаєві протягом 1840—1845 років. Збудований з використанням принципів Саймондса за кресленням англійського корвета «Dido» 1936 року, корабель мав довжину корабля 37,47 метра по гондеку, а ширину — 11,87 метра. Екіпаж становив 190 осіб.
Артилерійське озброєння корабля становило вісімнадцять 24-фунтових карронад і два 3-фунтові мідні фальконети.
Корабель названо на честь давньогрецької німфи Каліпсо, доньки Атланта, що жила на острові Огігія.

## Історія
Закладений у Миколаєві на стапелі Миколаївського адміралтейства 20 червня 1840 року. Головний будівник — поручник корпусу корабельних інженерів І. В. Машкін. Після спуску на воду 9 вересня 1845 року увійшов до складу Чорноморського флоту Російської імперії.
Протягом 1846—1848, у 1851 і 1852 роках виходив до берегів Кавказу у складі загонів і по два-три місяці на рік брав участь у практичних плаваннях у Чорному морі з ескадрами кораблів Чорноморського флоту.
У 1849 році відправлений до Греції в розпорядження російського посольства, де він перебував до 1850 року.
З березня 1853 року у складі загону контрадмірала Ф. М. Новосильського виходив у крейсерство до берегів Кавказу. З червня під прапором контрадмірала П. А. Синіцина перебував у складі нового південного загону, сформованого у Севастополі і крейсував на меридіані Сінопу для зв'язку з босфорськими крейсерами. З 17 вересня до 2 жовтня у складі ескадри віцеадмірала П. С. Нахімова брав участь у перевезенні військ 13-ї піхотної дивізії з Севастополя до Сухум-Кале для посилення оборони на Кавказі. Так, на корветі було перевезено 250 солдатів і офіцерів Брестського полку.
Брав участь у Кримській війні. 26 жовтня 1853 року доставив припис начальника Головного морського штабу адмірала князя О. С. Меншикова «брати і руйнувати турецькі військові судна» в розташування ескадри віцеадмірала П. С. Нахімова, що перебувала в цей час у крейсерстві в Чорному морі, після чого повернувся до Севастополя. До грудня 1853 року займав брандвахтенний пост в Одесі. У березні 1854 року корвет повернувся до Севастополя, де увійшов до складу ескадри захисту рейду і до серпня займав позицію біля входу на рейд.
З вересня 1854 року перебував у Корабельній бухті, а більша частина екіпажу була розподілена по берегових позиціях. 27 серпня 1855 року затоплений на Севастопольському рейді під час залишення міста гарнізоном. Після війни під час розчищення Севастопольської бухти був піднятий 11 березня 1859 року і проданий.

## Командири
- В. І. Буткевич (1846—1848);
- Г. А. Вевель фон Крігер (1849—1850);
- Л. І. Долман (1851 — вересень 1852);
- І. Л. Стронський (з вересня 1852);
- Ф. С. Керн (до жовтня 1853);
- Л. О. Ісаков (жовтень 1853 — 13 вересня 1854);
- М. Ф. Юр'єв (13 вересня 1854 — серпень 1855).